# 松村直幹
松村 直幹（まつうら なおき、1940年 - ）は、日本の実業家。中国・大連市生まれ。ニチロ専務の時に回収肉まん販売問題に対応した。

## 経歴
- 東京都立戸山高等学校（1958年卒業）
- 早稲田大学政経学部（1963年卒業）
- 株式会社ニチロ 専務（2001年6月28日から）
- 株式会社アクリフーズ 取締役会長（2003年-2005年6月23日[3]）
- ティーエルロジコム株式会社（現 SBSロジコム株式会社） 顧問

## 著書
- 社長になれなかった男（風雲舎、2009年）[1] ISBN 4938939584